# Sinopoda minschana
Sinopoda minschana är en spindelart som först beskrevs av Schenkel 1936.  Sinopoda minschana ingår i släktet Sinopoda och familjen jättekrabbspindlar. Inga underarter finns listade i Catalogue of Life.